# Bettina Scheuritzel
Bettina Scheuritzel (* 5. Oktober 1968 in Berlin) ist eine deutsche Schauspielerin und Hörspielsprecherin.

## Leben
Scheuritzel besuchte ab 1974 die Grundschule in Hofheim am Taunus und beendete ihre Schullaufbahn am dortigen Gymnasium 1988 mit dem Abitur. Ab 1992 fing sie zunächst an, Angewandte Theaterwissenschaft an der Justus-Liebig-Universität in Gießen zu studieren, bevor sie ihr Schauspielstudium an der Hochschule des Saarlandes für Musik und Theater in Saarbrücken begann. Dieses schloss sie 1996 mit dem Schauspieldiplom ab.
Zwischen 1987 und 1990 arbeitete sie vor allem am Schauspiel Frankfurt, wo sie mit Einar Schleef zusammenarbeitete. Dort stand sie als Gretchen in Urfaust auf der Bühne. Diese Zusammenarbeit wurde später 1993 am Schillertheater Berlin und 1996 am Berliner Ensemble fortgesetzt. 1998 und 1999 führte Scheuritzel zusammen mit Caroline Peters Regie an der Schaubühne am Lehniner Platz und am Theaterhaus Gessnerallee in Zürich.
Es folgten unter anderem Stationen am Staatstheater Darmstadt, Staatstheater Wiesbaden, Staatstheater Saarbrücken, Deutschen Theater Berlin, Schauspiel Hannover, Grillo-Theater, Hans Otto Theater und Theater Oberhausen.
Seit 2006 ist Scheuritzel festes Ensemblemitglied am Theater Aachen. Dort arbeitete sie mit Regisseuren wie Ludger Engels, Lilian Naef, Bernadette Sonnenbichler, Christina Rast, Roland Hüve, Dominik Günther, Marc Becker und Christian von Treskow.
Neben ihrer Tätigkeit auf der Bühne steht Scheuritzel auch vor der Kamera. So spielte sie im Film Meine Tochter Anne Frank von Raymond Ley die Hauptrolle Edith Frank.
Als Hörspielsprecherin ist sie in Hörspielen des  WDR und Radio Bremen zu hören.

## Theater (Auswahl)

### Schauspiel Frankfurt
- 1987: Candide von Voltaire, Regie: Alexander Brill
- 1988: Die Schlacht, Regie: Alexander Brill
- 1989: Urgötz, Regie: Einar Schleef
- 1990: 1918, Regie: Einar Schleef
- 1990: Urfaust, Regie: Einar Schleef
- 1990: Yvonne, die Burgunderprinzessin, Regie: Alexander Brill

### Weitere Theater
- 1996: Herr Puntila und sein Knecht Matti von Bertolt Brecht, Regie: Einar Schleef, Berliner Ensemble
- 1997: Blunt oder Der Gast von Karl Philipp Moritz, Regie: Bernarda Horres
- 1997: Biedermann und die Brandstifter von Max Frisch, Regie: Dirk Fröse, Staatstheater Wiesbaden
- 1998: Der Ozeanflug, Regie: Robert Wilson, Berliner Ensemble
- 1998: Kleine Zweifel, Regie: Bettina Scheuritzel und Caroline Peters, Schaubühne am Lehniner Platz
- 1999: Fräulein Julie von August Strindberg, Regie: Stefan Schön, Stadttheater Ingolstadt
- 1999: Der deutsche Zwilling, Regie: Nikolaus Büchel, Staatstheater Saarbrücken
- 2000: Bal-Trap von Xavier Durringer, Regie: Ina Schott, Deutsches Theater Berlin[4]
- 2001: Lara Croft, Regie: Stefan Otteni, Schauspiel Hannover
- 2002: Der Lebkuchenmann, Regie: Peter Hilton Fliegel, Grillo-Theater
- 2003: Roberto Zucco, Regie: Carsten Werner, Junges Theater Bremen
- 2004: Riverside Drive, Regie: Jörn-Udo Kortmann, Grillo-Theater
- 2005: Heimat 24, Regie: Stefanie Döhle, Hans Otto Theater
- 2005: Der gute Mensch von Sezuan von Bertolt Brecht, Regie: Bernarda Horres, Theater Oberhausen
- 2006: Superposition. Eine Wissensgesellschaft, Regie: Lajos Talamonti, Sophiensäle Berlin[5]
- 2006: Karaoke, Regie: Gesine Danckwart, Hebbel am Ufer

### Theater Aachen
- 2006: Angst essen Seele auf auf nach Rainer Werner Fassbinder, Regie: Cora Frost[6]
- 2006: Das Wirtshaus im Spessart nach Wilhelm Hauff, Regie: Florian M. Böder[7]
- 2007: Die Nibelungen, Regie: Markus Bothe
- 2007: Merlin oder Das wüste Land von Tankred Dorst, Regie: Stefan Nolte[8]
- 2007: Leonce und Lena von Georg Büchner, Regie: Thomas Oliver Niehaus[9]
- 2008: Orestie von Aischylos, Regie: Ludger Engels[10]
- 2008: Der Besuch der alten Dame von Friedrich Dürrenmatt, Regie: Lilian Naef
- 2008: Die Dreigroschenoper von Bertolt Brecht, Regie: Deborah Epstein[11]
- 2009: Eins, zwei, drei nach Billy Wilder, Regie: Elina Finkel
- 2010: Die Glasmenagerie von Tennessee Williams, Regie: Bernadette Sonnenbichler
- 2010: Kabale und Liebe von Friedrich Schiller, Regie: Bernadette Sonnenbichler
- 2011: Viel Lärm um nichts von William Shakespeare, Regie Christina Rast[12]
- 2011: Harper Regan von Simon Stephens, Regie: Ronny Jakubaschk
- 2011: Woyzeck von Georg Büchner, Regie: Bernadette Sonnenbichler[13]
- 2011: Ein Volksfeind von Henrik Ibsen, Regie: Elina Finkel[14]
- 2012: Tartuffe von Molière, Regie: Christina Rast[15]
- 2012: Der zerbrochne Krug von Kleist, Regie: Markus Kopf
- 2012: Die Präsidentinnen von Werner Schwab, Regie: Roland Hüve[16]
- 2012: Verrücktes Blut von Nurkan Erpulat und Jens Hillje, Regie: Eike Hannemann[17]
- 2013: Deportation Cast von Björn Bicker, Regie: Jan Langenheim
- 2013: Lichter ziehen vorüber nach Aki Kaurismäki, Regie: Christina Rast[18]
- 2014: Der Menschenfeind von Molière, Regie: Dominik Günther
- 2015: Der Meister und Margarita nach Michail Bulgakow, Regie: Bernadette Sinnenbichler
- 2015: Manderlay nach Lars von Trier, Regie: Jan Langenheim
- 2015: Alles für Euch. Der Autohausschlager von Marc Becker, Regie: Marc Becker[19]
- 2018: Das kalte Herz von Wilhelm Hauff, Regie: Sebastian Martin[20]
- 2019: Die Nibelungen von Friedrich Hebbel, Regie: Christina Rast[21]
- 2019: Furor von Lutz Hübner und Sarah Nemitz, Regie: Lilli-Hannah Hoepner[22]
- 2020: Der Ursprung der Liebe nach Liv Strömquist, Regie: Marion Schneider-Bast[23]
- 2020: Die Jungfrau von Orleans von Friedrich Schiller, Regie: Sarah Klöfer[24]
- 2021: Tango von Sławomir Mrożek, Regie: Christian von Treskow
- 2022: Ein Sommernachtstraum von William Shakespeare, Regie: Roland Hüve
- 2022: In weiter Ferne von Caryl Churchill, Regie: Martin Schulze

## Filmografie (Auswahl)
- 1994: Private Life Show (Fernsehfilm), Regie: Martin Buchhorn
- 2005: Die Nacht der großen Flut (Fernsehfilm), Regie: Raymond Ley[25]
- 2008: Eschede Zug 884 (Fernsehfilm), Regie: Raymond Ley[26]
- 2008: Der Vorleser, Regie: Stephen Daldry[27]
- 2014: Meine Tochter Anne Frank (Fernsehfilm), Regie: Raymond Ley
- 2016: Bettys Diagnose (Fernsehserie, eine Folge: Sabine)
- 2021: Der große Fake – Die Wirecard-Story (Doku-Spielfilm), Regie: Raymond Ley

## Hörspiele (Auswahl)
- 2004: Bernadette La Hengst, Till Müller-Klug:  Die Liebespopulistin – Komposition und Realisation: Bernadette La Hengst, Till Müller-Klug (Hörspielbearbeitung – WDR)[28]
- 2006: Falk Richter : Deutlich weniger Tote – Regie: Christiane Ohaus (Hörspielbearbeitung, Kurzhörspiel – Radio Bremen)

## Auszeichnungen
- 2010: Goldenes Kammerbühnenbodenbrett Theater Aachen
- 2015: Kurt-Sieder-Preis (für herausragende Schauspielkunst)[29]
- 2015: Fernsehfilmpreis der Deutschen Akademie der Darstellenden Künste für Meine Tochter Anne Frank